# Шейн Волш
Шейн, пізніше розкритий як Шейн Волш (англ. Shane Walsh) — вигаданий персонаж серії коміксів Ходячі мерці, якого зобразив Джон Бернтал в однойменному американському телесеріалі.
У коміксах Шейн зображується як заступник шерифа Синтіани, а також як давній друг і колега-офіцер поліції головного героя серіалу Ріка Граймса. Після того, як Ріка застрелили, і він впав у кому, стався спалах зомбі-апокаліпсису, він рятує сім'ю Ріка та очолює групу тих, хто вижив, вступаючи в романтичні стосунки з дружиною Ріка, Лорі. Коли Рік повертається до своєї родини живим, Шейн стає все більш ревнивим до їхніх стосунків, а також до ролі Ріка в групі.

## Поява
Шейн був поліцейським у Синтіані, штат Кентуккі, і найкращим другом заступника шерифа міста Ріка Граймса. Після того, як Ріка застрелили, і він впав у кому і після того, як мертві почали воскресати, Шейн супроводжує дружину Ріка, Лорі Граймс, і сина Ріка, Карла, до нібито безпечної зони в Атланті, штат Джорджія. Пізніше вони утворюють групу тих, хто вижив, і живуть на околиці міста, а Шейн неодноразово говорить їм, що уряд одного дня повернеться, щоб врятувати їх. Протягом цього часу Шейн і емоційно знедолена Лорі зближуються, чого Шейн давно хотів.
Спочатку Шейн надзвичайно радий, коли Рік приєднується до групи, але поступово починає заздрити Ріку та Лорі, які знову разом. Зрештою Лорі відкидає залицяння Шейна і каже, що їхній короткий роман потрібно припинити. Через те, що Лорі стала на бік Ріка, він емоційно роздавлений та розлючений йде. Рік йде за ним, і Шейн намагається вбити його, заявивши, що йому не залишилося сенсу життя без Лорі. Карл випадково з'являється на сцені і стріляє Шейну в шию, смертельно поранивши його. Пізніше Рік повертається на місце могили і дізнається, що Шейн ожив, він стріляє йому в голову, щоб нарешті вбити, але не переховує його. Реанімація Шейна підтверджує, що не обов'язково потрібно, щоб хтось був укушений, щоб звернутись, те, що раніше було у в'язниці. Повернення Шейна також підтверджує, що це не одиничний ефект.